# Brassavola
Brassavola is een geslacht van twintig orchideeën. Het plantengeslacht is vernoemd naar de Venetiaanse edelman en arts Antonio Musa Brassavola.

## Synoniemen
De geslachtsnamen Eudisanthema Neck. ex Post & Kuntze, Lysimnia Raf. en Tulexis Raf. zijn synoniemen van Brassavola.

## Voorkomen
De soorten komen inheems voor in de laaglanden van Centraal-Amerika en tropisch Zuid-Amerika. Het zijn hoofdzakelijk epifyten maar enkele soorten zijn lithofyt. Het geslacht kenmerkt zich door de opbouw van één vetblad, dat uit een cilindrische pseudobulb groeit.

## Bloeiwijze
De orchidee bloeit met een enkele witte of groen-witte bloem of heeft een bloemstengel bestaande uit enkele bloemen. De vijf groenachtige kelkbladen zijn lang en smal. De basis van de brede, gekreukelde bloemlip bedekt deels de bloemsteel. Deze steel bezit een paar sikkelvormige oren geplaatst aan de beide kanten van het vooraanzicht en bezit twaalf of soms acht stuifmeelklompjes.

## Bevruchting
De meeste Brassavola-soorten zijn teer, aantrekkelijk om te zien en geuren zeer sterk. Ze trekken met hun citroenachtige geur bestuivende insecten aan. De meeste soorten worden door bepaalde motten (nachtvlinders) bezocht in de nachtelijke uren, wanneer de geur het sterkst is.

## Brassovola nodosa
In 1698 was de soort Brassavola nodosa de eerste tropische orchidee die meegenomen werd vanuit het oorsprongsgebied Curaçao naar Nederland. Vanuit de botanische tuinen van de universiteiten die ermee begonnen te kweken, begon de verspreiding van deze soort over de hele wereld als kasplant en later ook als kamerplant. Het was deze orchidee die bij liefhebbers voor het eerst de belangstelling voor orchideeën wekte.

## Soorten
- Brassavola acaulis (Centraal-Amerika)
- Brassavola cucullata (Mexico tot Noordelijk Zuid-Amerika)
- Brassavola duckeana (Brazilië)
- Brassavola fasciculata (Brazilië)
- Brassavola filifolia (Colombia)
- Brassavola flagellaris (Brazilië)
- Brassavola fragans (Brazilië)
- Brassavola gardneri (Frans-Guyana, Brazilië)
- Brassavola gillettei (Trinidad)
- Brassavola grandiflora (Centraal-Amerika tot Colombia)
- Brassavola harrisii (Jamaica)
- Brassavola martiana (tropisch Amerika)
- Brassavola nodosa (Mexico tot tropisch Amerika)
- Brassavola reginae (Brazilië)
- Brassavola retusa (Venezuela, noordelijk Brazilië tot Peru).
- Brassavola revoluta (Brazilië)
- Brassavola rhomboglossa (westelijk Centraal-Amerika tot zuidelijk Brazilië)
- Brassavola subulifolia (Jamaica)
- Brassavola tuberculata (Brazilië tot Peru and in het noordoosten van Argentinië).
- Brassavola venosa (Zuidoosten van Mexico tot Centraal-Amerika).

Brassavola wordt tot dezelfde geslachtengroep gerekend als de geslachten Cattleya en Laelia. Er is dan ook met deze groepen veelvuldig gekruist voor de kweek van hybriden.
Een aantal cultivars:
- Brassavola 'Little Stars'
- Brassavola 'David Sanders', een F1-hybride tussen Brassavola cucullata en Rhyncholaelia digbyana. Rhyncolaelia digbyana werd voorheen ingedeeld bij Brassavola en de hieruit voortgekomen hybriden zijn nooit heringedeeld.
- ×Brassolaelia 'Yellow Bird' (×Brassolaelia 'Richard Mueller' x Brassavola nodosa)

## Afbeeldingen

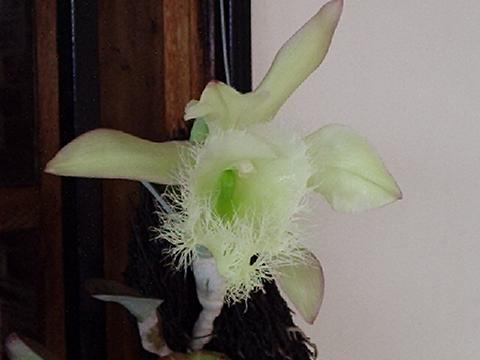
Brassavola digbiana
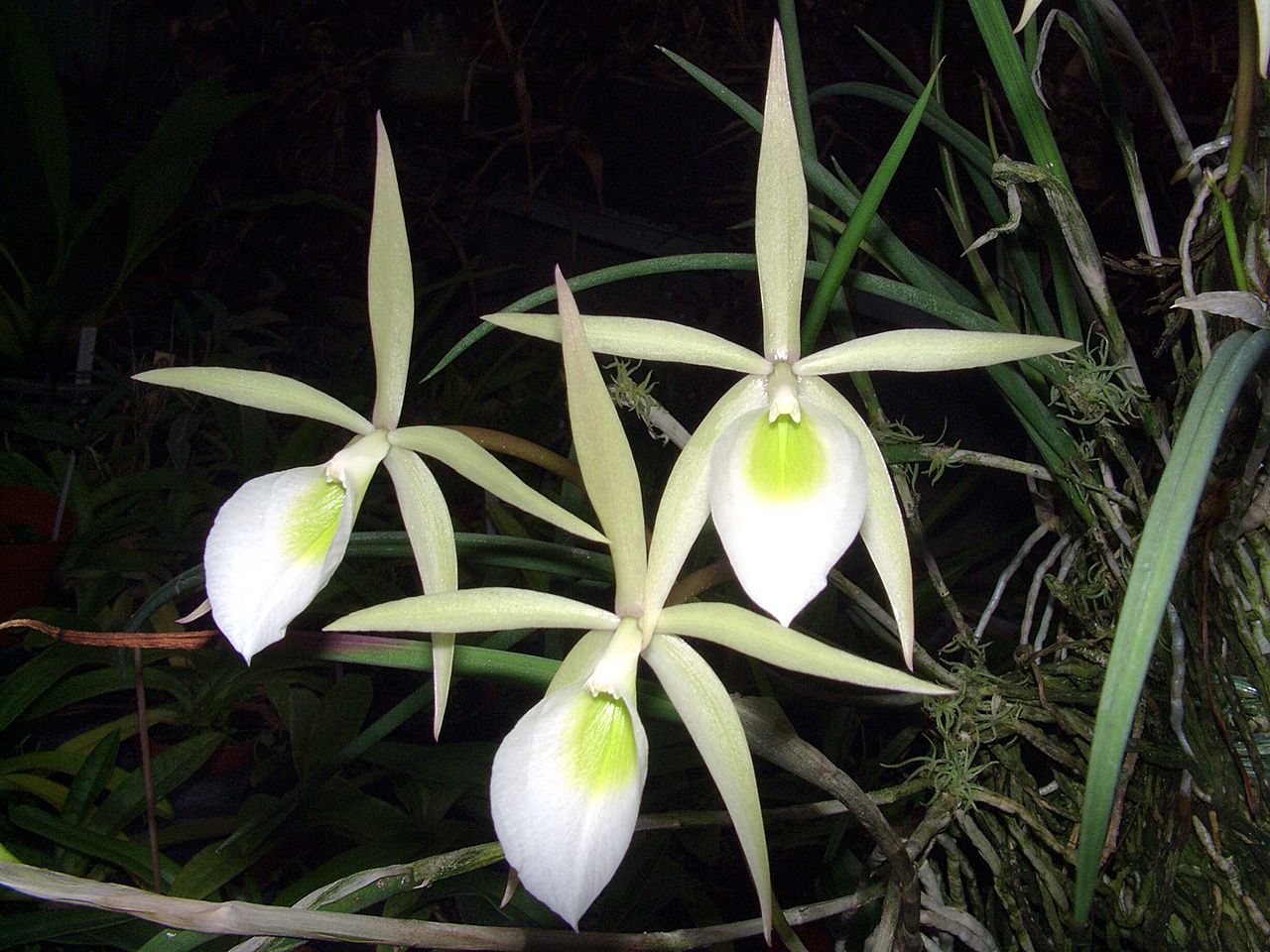
Brassavola flagellaris
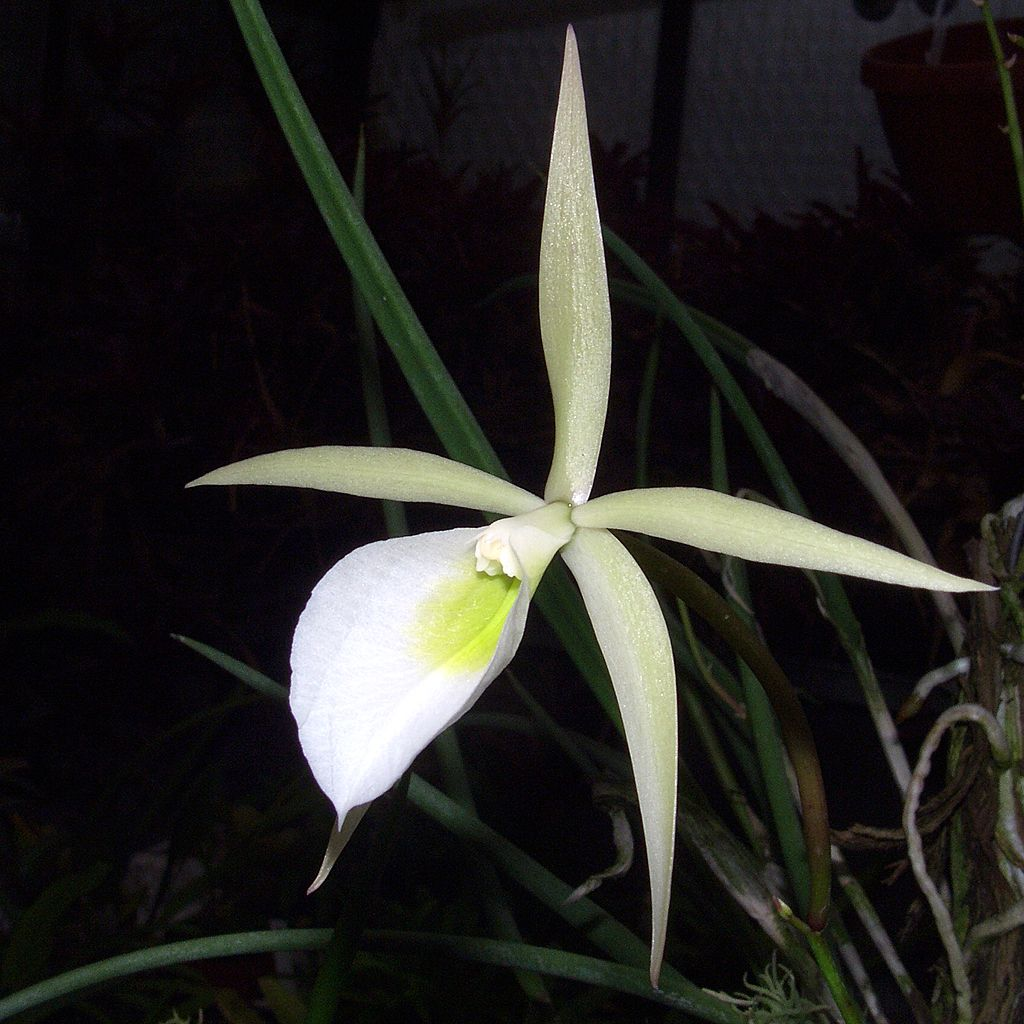
Brassavola flagellaris
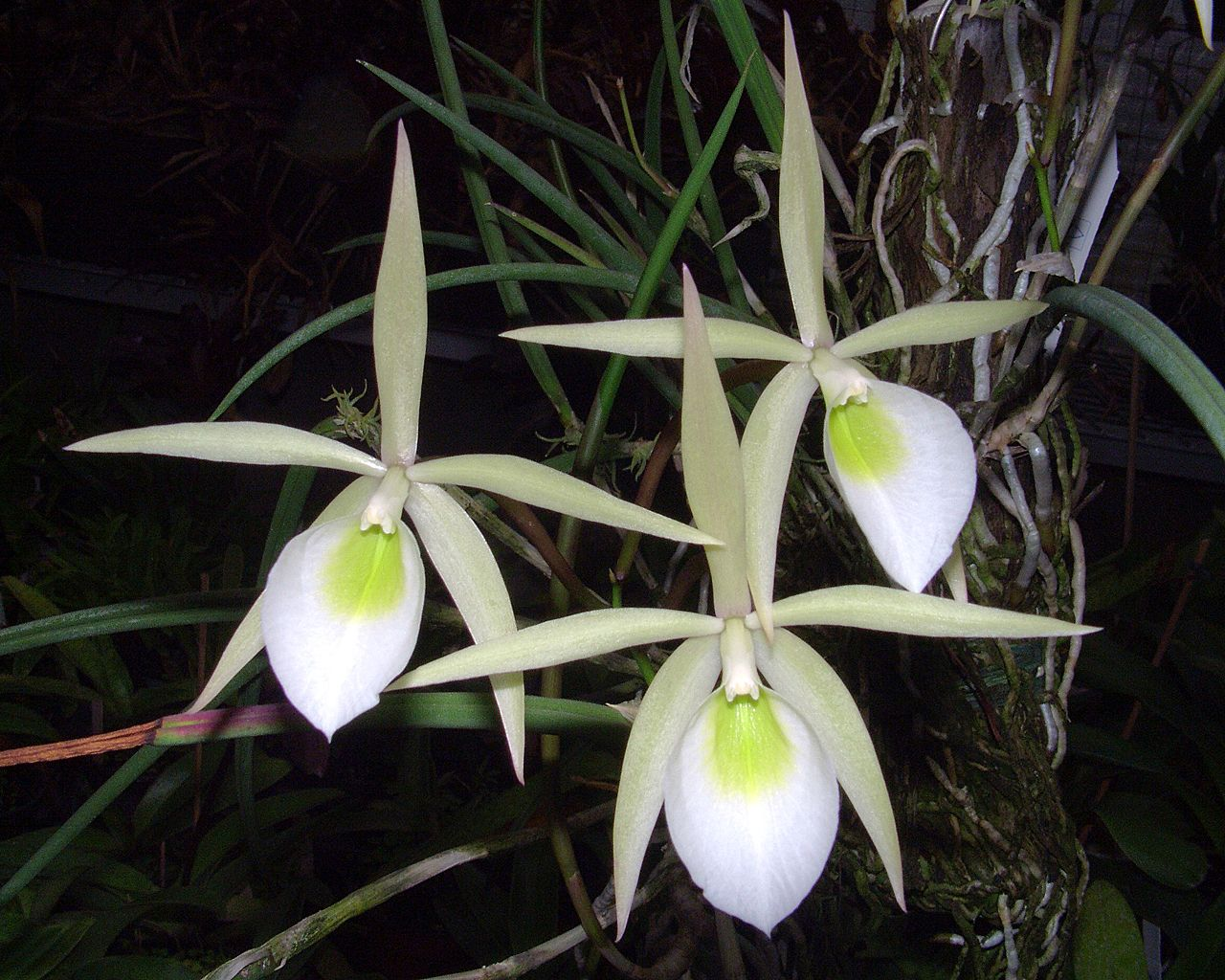
Brassavola flagellaris
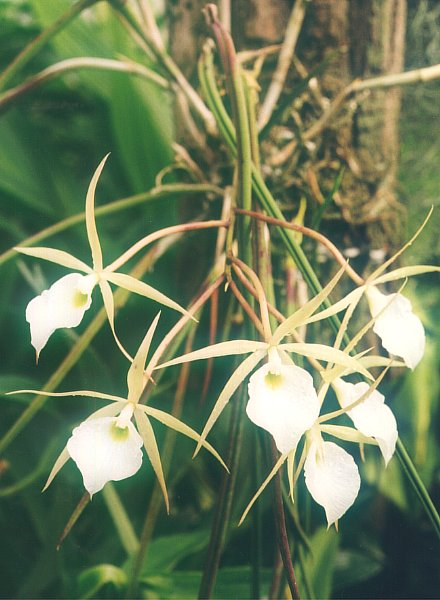
Brassavola flagellaris
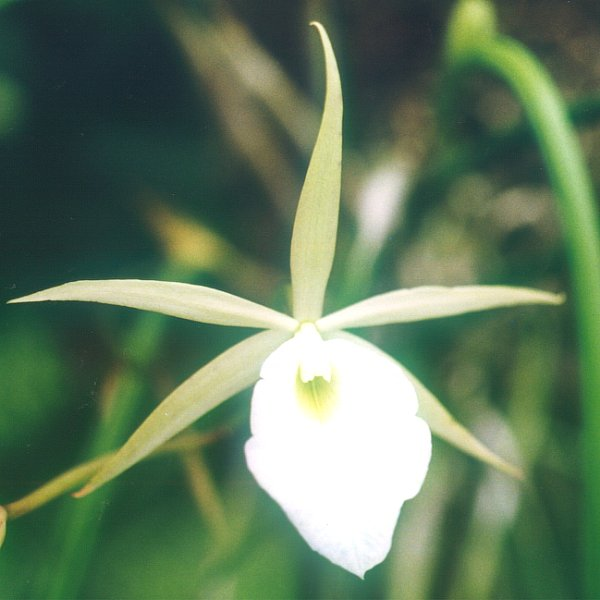
Brassavola flagellaris
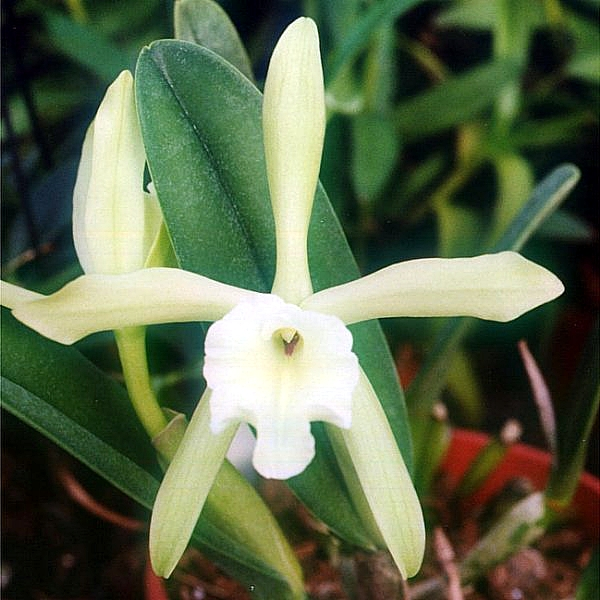
Brassavola glauca
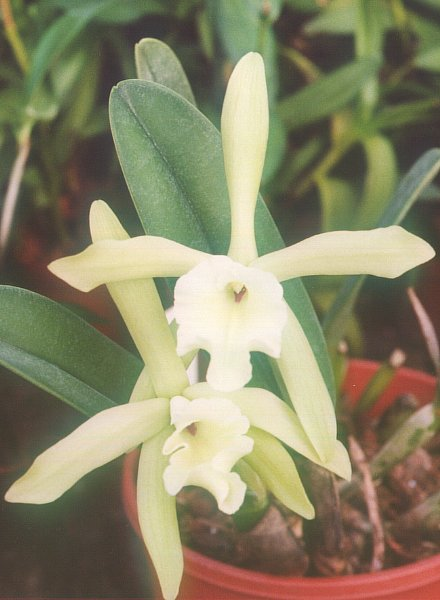
Brassavola glauca
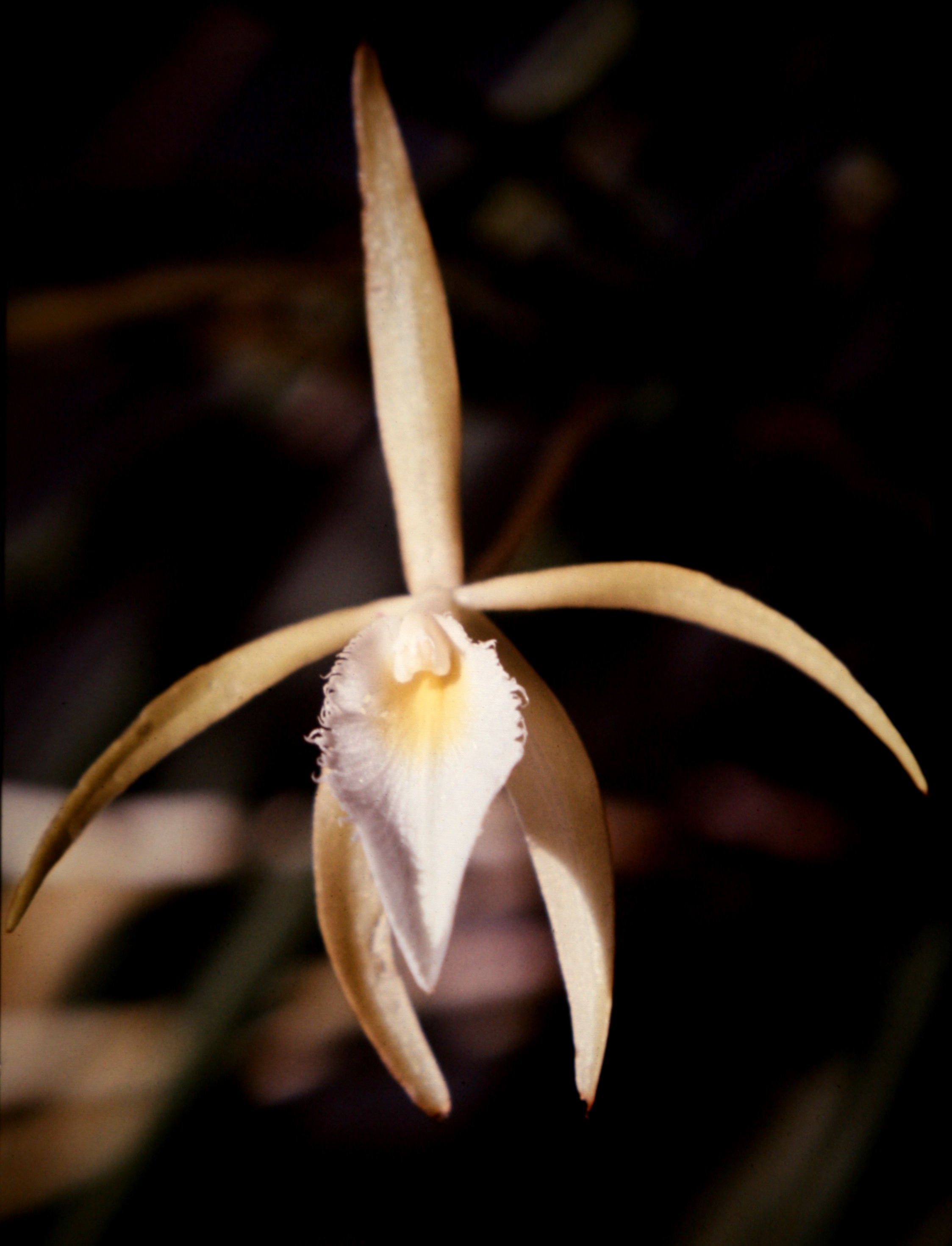
Brassavola martiana
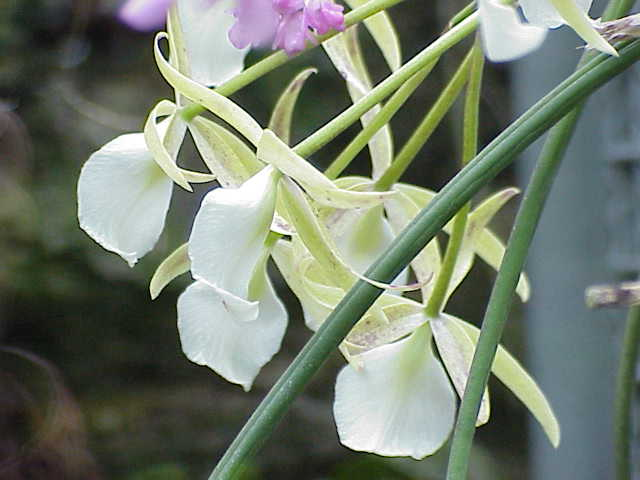
Brassavola nodosa
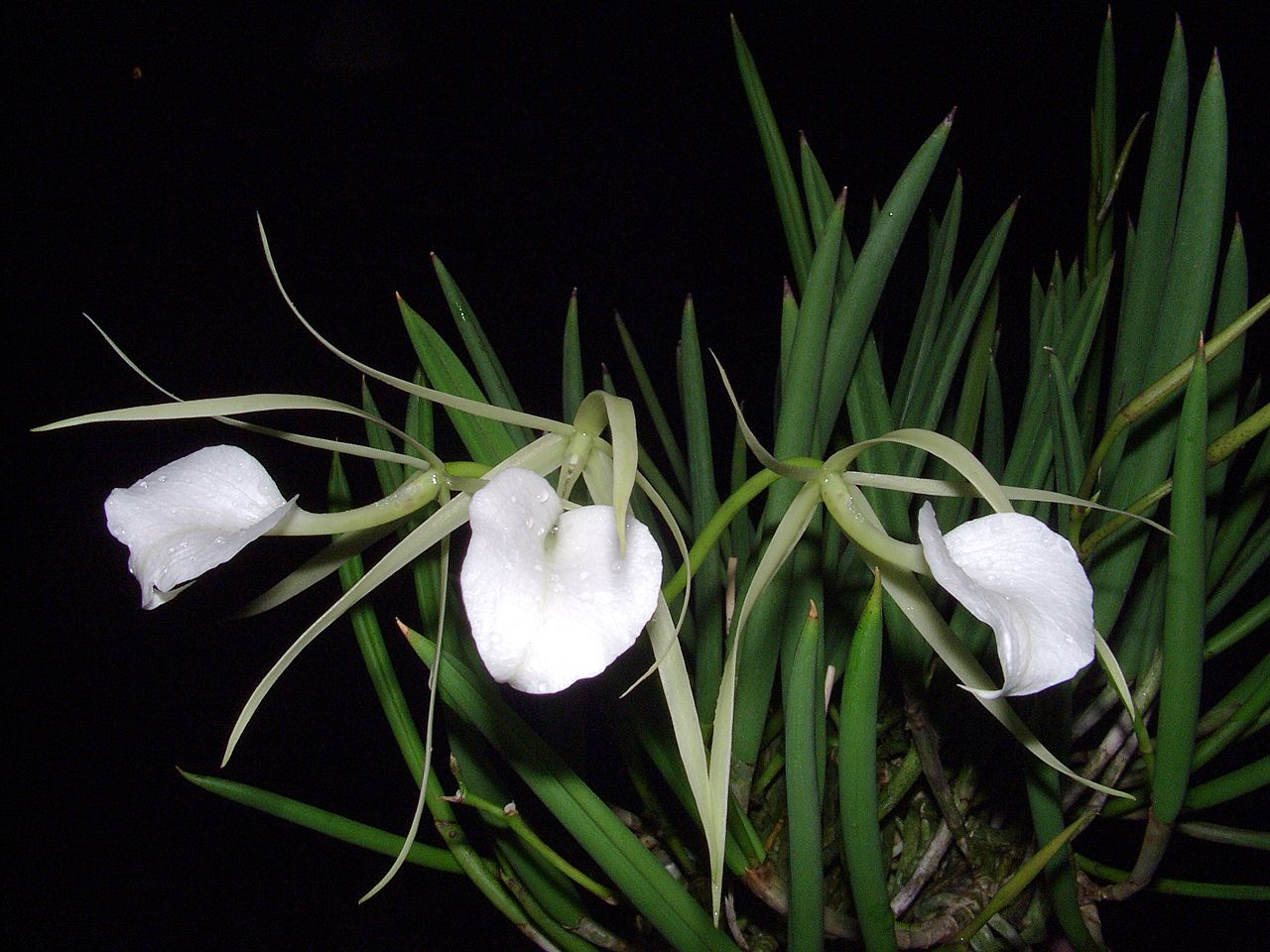
Brassavola nodosa